# Club de Fútbol Palencia
Maillots
Le Club de Fútbol Palencia était un club de football espagnol basé à Palencia. Le club est fondé en 1975, avant de disparaître en 2012.

## Histoire
Le club évolue pendant 14 saisons en Segunda División B (troisième division) : de 1990 à 1996, puis de 2003 à 2008, et enfin de 2009 à 2012. Il se classe troisième du Groupe 1 lors de la saison 2009-2010, ce qui constitue sa meilleure performance.

## Palmarès
- Champion de Tercera División : 1990, 1998, 2003, 2009